# San’t Antonio della Piazza (Lecce)
A San’t Antonio della Piazza vagy San Giuseppe egy templom Lecce belvárosában.

## Leírása
A templom 1584-ben épült Gian Giacomo dell’Acaya tervei szerint a minorita kolostor számára. A kolostort 1807-ben bezárták, épületét hamarosan elbontották, csak a templom maradt fenn. A szerzetesek 1765-ben határozták el a templom bővítését a kereszthajó megnagyobbításával, így az egykori főhajó a mai kereszthajó. Ennek oldalán még áll a 16. századi faragott portál. A kétszintes barokk főhomlokzatot, falfülkékbe helyezett szobrok díszítik valamint az emeleten egy központi ablak. A templobelső latin kereszt alaprajzú, korintoszi oszlopfőkkel díszített pilaszterek tagolják. Az egykori főoltár, Emanuele Manieri műve a kereszthajóban áll; Szent Józsefnek van szentelve.